# Danh sách võ sư aikido
Đây là một danh sách các võ sư aikido (aikidōka) nổi tiếng và được biết đến rộng rãi, được xếp theo khu vực cư trú chính.
Các học trò trực tiếp của Ueshiba Morihei được đánh dấu sao*

## Nhật Bản

### Gia đình Ueshiba
- Ueshiba Morihei - người sáng lập ra aikido, thường được gọi là Ōsensei.
- Ueshiba Kisshomaru - con trai của người sáng lập, Doshu đời thứ hai*
- Ueshiba Moriteru - con trai của Kisshomaru, Doshu đời thứ ba và hiện tại
- Ueshiba Mitsuteru - con trai của Moriteru và là người kế vị giả định

### Các võ sư aikido Nhật Bản khác
- Abe Seiseki*
- Ando Tsuneo
- Arikawa Sadateru*
- Endō Seishirō*
- Hikitsuchi Michio*
- Hirai Minoru*
- Hisa Takuma*
- Igarashi Kazuo
- Ikeda Masatomi
- Imaizumi Shizuo
- Inoue Kyōichi
- Inoue Noriaki (Yoichiro)*
- Isoyama Hiroshi*
- Katō Hiroshi*
- Kobayashi Hirokazu*
- Konishi Yasuhiro*
- Kobayashi Yasuo*
- Maruyama Koretoshi*
- Maruyama Shuji*
- Mochizuki Minoru*
- Nariyama Tetsuro
- Nishio Shōji*
- Ōba Hideo
- Ōsawa Kisaburō*
- Saitō Hitohiro
- Saitō Morihiro*
- Shishida Fumiaki
- Shimizu Kenji*
- Shioda Gōzō*
- Sugano Seiichi*
- Suganuma Morito*
- Sugino Yoshio*
- Sunadomari Kanshū *
- Tada Hiroshi*
- Takeshita Isamu*
- Tanaka Bansen*
- Terada Kiyoyuki
- Tōhei Kōichi*
- Tomiki Kenji*
- Yamaguchi Seigo
- Yukawa Tsutomu*

### Võ sư ở Nhật Bản không phải người Nhật
- Jacques Payet

## Australia
- Tony Smibert
- Joe Thambu

## Châu Âu
- Kenshiro Abbe
- Abe Tadashi*
- Asai Katsuaki*
- Pierre Chassang
- Jan Hermansson
- Ichimura Toshikazu
- Ikeda Masatomi
- Loi Lee
- André Nocquet*
- Noro Masamichi*
- Alan Ruddock*
- Stefan Stenudd
- Suga Toshirō
- Tamura Nobuyoshi*
- Christian Tissier

## Bắc Mỹ
- Chiba Kazuo*
- Frank Doran
- Terry Dobson*
- William Gleason
- Patricia Hendricks
- Honma Gaku*
- Ikeda Hiroshi
- Kanai Mitsunari*
- Harvey Konigsberg
- Kurita Yutaka*
- Kunigoshi Takako*
- Kushida Takashi
- George Leonard
- Donald N. Levine
- Thomas H. Makiyama
- Robert Mustard
- Robert Nadeau*
- Nakazono Mutsuro*
- Kenji Ota
- Saotome Mitsugi*
- Steven Seagal
- John Stevens
- Richard Strozzi-Heckler
- Roy Y. Suenaka*
- Seiichi Sugano*
- Jon Takagi
- Tōhei Akira
- Toyoda Fumio
- Yamada Yoshimitsu*

## Đông Nam Á
- Benjamin Galarpe

## Nam Mỹ
- Kawai Reishin

## Văn học
- Pranin, Stanley A, ed. Aikido masters: prewar students of Morihei Ueshiba. Tokyo: Aiki News. 1993. ISBN 4-900586-14-5 Tập này bao gồm 14 cuộc phỏng vấn cụ thể với những người tham gia trực tiếp trong những ngày đầu của aikido publisher
- Stone, John và Meyer, Ron (eds.) Aikido in America North Atlantic Books 1995. ISBN 1883319277 Các cuộc phỏng vấn chỉ giới hạn cho 13 võ sư aikido tại Hoa Kỳ từ năm 1990 đến năm 1994; không có ý nghĩa toàn diện, không bao gồm các huấn luyện viên Nhật Bản. Ban biên tập chủ yếu quan tâm đến việc người Mỹ đã phản hồi, thay đổi và mở rộng aikido ở Hoa Kỳ như thế nào.